# 피터 매스터슨
피터 매스터슨(Peter Masterson, 1934년 6월 1일 ~ 2018년 12월 19일)은 미국의 각본가, 영화 제작자, 영화 감독, 무대 연출가, 영화배우이다.
휴스턴에서 태어났다.

## 영화
- 로스트 정션 (2003년)
- 온리 스릴 (1997년)
- 릴리 데일 (1996년)
- 아틱 블루 (1993년)
- Convicts (1991)
- 나이트 게임 (1989년)
- 풀 문 인 블루 워터 (1988년)
- 최후의 결전 (1988년)
- 병사의 낙원 (1987년)
- 윗치파이어 (1986년)
- 바운티풀 가는 길 (1985년)
- 베스트 리틀 호하우스 인 텍사스 (1982년)
- 스텝포드 와이브스 (1975년)
- 엑소시스트 (1973년) - 닥터 배링거 역
- 붉은 남작 (1971년)
- 카운터포인트 (1968년)
- 밤의 열기 속에서  (1967년)